# Kripto-judaizam
Kripto-judaizam je tajna pripadnost osobe judaizmu, dok se javno izjašnjava kao pripadnik druge vere. Pripadnici se nazivaju "kripto-Jevrejima" (poreklom od grčkog kryptos - κρυπτός, „skriveni").
Termin se istorijski posebno odnosi na španske Jevreje koji su javno praktikovali katolicizam. Oni su takođe poznati kao Anusimi ili Marani. Ovaj fenomen je posebno povezan sa renesansnom Španijom, nakon 6. juna 1391. godine, anti-jevrejskih pogroma i proterivanja Jevreja 1492. Osim toga, termin se primenjuje na Jevreje u Osmanskom carstvu, poznate kao Donmeh, koji su se javno izjašnjavali kao muslimani .

## Evropa
Zvanično, Jevreji koji su se preobratili u 14. i 15. veku u Španiji bili su poznati kao novi hrišćani koji su se obično zvali konverzos. Španija i Portugal su doneli zakone koji ograničavaju njihova prava u matičnim zemljama i kolonijama; samo je hrišćanima bilo dozvoljeno da idu u Novi svet. Uprkos opasnostima inkvizicije, mnogi konverzosi su nastavili da u tajnosti i diskretno praktikuju jevrejske obrede, kao što je festival Svete Esterike.
Nakon odluke iz Alhambre iz 1492. godine, brojni konverzosi, koji se nazivaju i Ksueta (Xueta) na Balearskim ostrvima kojima vlada Španija, javno su ispovedali rimokatolicizam, ali su se privatno pridržavali judaizma, čak i kroz Špansku inkviziciju . Oni su među najpoznatijim kripto-Jevrejima i o njima postoji najviše podataka.
Kripto-Judaizam je postojao i u ranijim periodima, kad god su vladari mesta u kojima borave prisiljavali Jevreje da se preobrate u većinsku religiju. Neki od jevrejskih sledbenika Sabataja Cevi (Sabbatai Zevi) formalno su se preobratili u islam. Kasniji sledbenici Jakova Franka ("Frankisti") formalno su se preobratili u hrišćanstvo, ali su zadržali aspekte svojih verzija judaizma.
Kripto-Jevreji su postojali u Rusiji i istočnoevropskim zemljama pod uticajem Sovjetskog Saveza nakon uspona komunizma zahvaljujući Ruskoj revoluciji 1917. godine. Vlada, koja je uključivala sekularne komunističke Jevreje, nije prisiljavala jevreje da se preobrate u Rusku pravoslavnu crkvu, već su smatrali da je praktikovanje bilo koje religije nepoželjno. Ispovedanje nekih vera je bilo dozvoljeno pod strogim nadzorom režima. Od kraja komunizma, mnogi ljudi u bivšim sovjetskim državama, uključujući potomke Jevreja, ponovo su javno prihvatili veru svojih predaka.
"Belmonte Jevreji" Belmonte Jews iz Portugala, koji datiraju iz 12. veka, vekovima su održavali jake tajne tradicije. Čitava zajednica je preživela u tajnosti zadržavajući tradiciju endogamnog braka i skrivajući sve spoljašnje znakove svoje vere. Oni i njihova praksa otkriveni su tek u 20. veku. Njihova bogata sefardska tradicija kripto-judaizma je jedinstvena. Neki sada ispovedaju pravoslavni judaizam, iako mnogi još uvek zadržavaju svoje viševekovne tradicije.

### Uloga Mojsija Majmonida
Kao jedan od najvećih ličnosti u judaizmu i izdavač Mišne (redakcije Talmud), Mojsije Majmonid je takođe objavio značajan doktrinarni odgovor na prisilna preobraćanja Jevreja na Iberijskom poluostrvu od strane Almohada : 
 U svojoj poslanici o mučeništvu, međutim, Mojsije Majmonid je sugerisao da progonjeni Jevrejin treba da javno prihvati islam dok održava kripto-judaizam i da ne traži mučeništvo, osim ako nije prisiljen da javno krši jevrejske zapovesti. On je takođe uznemirio jednog pisca koji se zalagao za mučeništvo zbog "dugotrajne gluposti i besmislica" i zbog obmanjivanja i nanošenja štete Jevrejima. U sveobuhvatnom osvrtu na jevrejsku prošlost, Mojsije Majmonid prikuplja primere jeretika i grešnika iz Biblije kako bi pokazao da su čak i tlačitelji Izraela bili nagrađeni od Boga za jedan čin pobožnosti ili poštovanja. Koliko će onda biti veća nagrada Jevreja "koji, uprkos nužnosti prisilnog preobraćanja, potajno izvršavaju zapovesti".
Mojsije Majmonid je zagovarao racionalizam nad tada prihvaćenom praksom mučeništva pri suočavanju sa verskim nedaćama. Time je ozakonio kripto-judaizam prema standardima religije i pružio doktrinarnu podršku Jevrejima tokom vekova Španske inkvizicije (1478–1834).

### Pre Španske inkvizicije
Prema delu Enciklopedija Judaika (Encyclopaedia Judaica), dogodilo se nekoliko incidenata prisilnih preobraćanja pre 1492. godine i izvan Iberije. Jedno od najranijih preobraćanja dogodilo se jedan vek nakon pada Rimskog carstva i dogodilo se u Klermon-Feranu . Nakon što je pripadnik jevrejske zajednice u Klermon-Feranu postao jevrejski hrišćanin i bio progonjen od strane drugih članova zajednice zbog toga, povorka konjanika u kojoj je marširao proganjala je njegove progonitelje: 
Učesnici u povorci potom su izvršili napad "koji je uništio sinagogu potpuno, sravnivši je do temelja." Nakon toga, episkop Avit je uputio pismo Jevrejima u kojem je odbacio upotrebu prisile da bi ih privoleo da usvoje hrišćanstvo, ali najavio je na kraju poslanice: "Dakle, ako ste spremni da verujete kao ja, budite jedno stado sa nama i ja ću biti vaš pastir, ali ako niste spremni, idite s ovog mesta. " Zajednica je oklevala tri dana pre donošenja odluke. Konačno, većina, nekih 500, prihvatila je hrišćanstvo. Hrišćani u Klermonu su sa radošću pozdravili događaj: "Sveće su bile upaljene, lampe su zasijale, ceo grad je zračio svetlošću snežnobelog stada" (tj. prisilno preobraćenih). Jevreji koji su preferirali izgnanstvo otišli su za Marsej (Grgur Turski, Istorije, 5:11). Pesnik Venanzius Fortunatus je napisao pesmu u spomen na tu prigodu. Franački kralj Čilperić je 582. godine primorao brojne Jevreje da usvoje hrišćanstvo. Ponovo Anusimi nisu bili svesrdni u svom preobraćenju, jer "neki od njih, očišćeni u telu, ali ne u srcu, opovrgli su Boga i vratili se u svoju drevnu podmuklost, tako da su zadržali Šabat, kao i nedelju" , 6:17).
Preobraćanja u Klermon Feranu prethodile su prvim prisilnim preobraćanjima u Iberiji za 40 godina. Prisilno krštenje Jevreja održano je u Iberiji 616. godine na insistiranje Vizigotskog monarha Sisebuta:
Uporne pokušaje da se sprovede preobraćenje su u sedmom veku učinili Vizigoti u Španiji nakon što su usvojili rimokatoličku veru. Relativno blage zakonske mere usledile su nakon strogog ukaza koji je kralj Sisebut izdao 616. godine, kojim se naređuje obavezno krštenje svih Jevreja. Međutim, nakon obraćenja, Anusimi su očigledno zadržali svoju jevrejsku koheziju i religiozni život. To je nesumnjivo bio problem koji je nastavio da okupira španske vladare na uzastopnim Toledskim saborima koji su predstavljali crkvene i sekularne vlasti ... Tako su preduzeti koraci da se osigura da deca preobraćenika imaju hrišćansko religijsko obrazovanje, kao i da spreče stariju generaciju da nastavlja da izvodi jevrejske obrede ili da ne poštuje katoličke. Sveštenstvo je uspostavilo sistem strogog nadzora nad načinom života i kretanja Anusima.

### Neofiti
Neofiti su bili grupa kripto-Jevreja koji su živeli u Kraljevini Siciliji, koja je obuhvatala celu južnu Italiju od 13. do 16. veka.

## Mediteran i Azija
U muslimanskim zemljama bilo je nekoliko zajednica kripto-Jevreja. Pretpostavlja se da su preci Dagatuna u Maroku održali svoje jevrejske običaje dugo nakon njihovog nominalnog usvajanja islama. U Iranu je velika zajednica kripto-Jevreja živela u Mašhadu blizu Horasana Horasanan), gde su bili poznati kao novi muslimani ("Jedid al-Islam"). Bili su masovno preobraćeni u islam oko 1839. godine nakon događaja u Alahdadu. Većina ove zajednice otišla je u Izrael 1946. godine. Neki su prešli u islam i ostali u Iranu. U jednom centralnom iranskom selu, lokalni muslimani su zadržali mnoge jevrejske običaje, kao što su žene koje pale sveće u petak uveče (jevrejski Šabat počinje u petak pri zalasku sunca). Pre zalaska sunca u petak, pripremaju malu vatru koju ostavljaju tokom cele subote, kako ne bi palili vatru subotu.

### Indija
Nakon potpisivanja Sporazuma iz Tordesiljasa (Treaty of Tordesillas), koji je odobrio papa Aleksandar VI 1494. godine, Portugal je dobio pravo da osnuje kolonije na istočnoj hemisferi. Na Istoku, prema Valteru Fišelu, Portugalci su našli način da upotrebe kripto-Jevreje u Goi (Goa) i njihovim drugim indijskim i azijskim posedima. Jevreji su se koristili kao "pismonoše, prevodioci, agenti, itd."  Sposobnost Jevreja sefarda i Anusima da govore arapski učinili su ih važnim za portugalske kolonijalne ambicije na Istoku, gde su mogli ići na diplomatske i trgovinske misije na sudove Mogulskog carstva i drugde. Indija je takođe privukla sefardske Jevreje i Anusime iz drugih razloga. U svom predavanju u Kongresnoj biblioteci, Sanjaj Subrahmaniam (Sanjay Subrahmanyam) je rekao da je kripto-Jevreje posebno privlačila Indija, jer ne samo da je bila centar trgovine robom kao što su začini i dijamanti, nego je Indija takođe izgradila i drevna jevrejska naselja duž svoje zapadne obale. Iako su Jevreji mogli otvoreno da bogosluže u južnoj i istočnoj Indiji sa jevrejskim zajednicama Bene Izrael, Malibar, Kočin i Bagdadskom jevrejskom zajednicom, doživeli su žestoko nasilje i progon zbog muslimanskog uticaja u severozapadnoj Pandžab Indiji. Prisustvo ovih starijih zajednica ponudio je anusimima koji su bili primorani da prihvati katolicizam, šansu da žive u okviru portugalske imperije, daleko od inkvizicije, i, ako su želeli, mogli su da kontaktiraju Jevreje u ovim zajednicama i preuzmi veru svojih očeva. Prisutnost kripto-jevreja u Indiji izazvala je ljutnju nadbiskupa Goe, doma Gašpar Žorž de Leau Perejra i drugih koji su pisali polemike i pisma Lisabonu, pozivajući na to da se inkvizicija dovede u Indiju. Dvadeset i četiri godine nakon što je počela Portugalska inkvizicija, Goasnska inkvizicija je došla u Indiju 1560. godine, nakon što je Fransisko Havijer - kog je katolička crkva proglasila za sveca - uputio zahtev za to kralju Portugala. Inkvizicija na svim portugalskim teritorijama izvela je na sud oko 45.000 ljudi pred "najaktivniji sud u Goi". Goanska inkvizicija je u početku bila usmerena na Anusime i Jevreje, ali kao i inkvizicije u Evropi, ona je takođe ciljala na kripto-muslimane, a kasnije i kripto-hinduse. Katolička crkva uništila je značajan broj inkvizitornih evidencija, procenjuje se da je broj žrtava u Goaanskoj inkviziciji otprilike jedna trećina ukupnog broja, na osnovu evidencije koja je ostala. Prisutnost kripto-judaizma u Indiji i dalje je stalna oblast akademskih istraživanja.

## Latino amerika
Kripto-judaizam je dokumentovan uglavnom na kolonijalnim teritorijama koje je držala Španija u severnom Meksiku. Brojni Konverzosi pridružili su se španskim i portugalskim ekspedicijama, verujući da postoje ekonomske prilike u novim zemljama i da će imati više slobode na udaljenosti od Iberije. Različite situacije razvile su se u ranom kolonijalnom periodu Meksika, pograničnoj pokrajini Novi Leon, kasnijim pokrajinskim pokrajinama na severu, i kolonijalnom iskustvu Meksičke inkvizicije. Kripto-jevrejske tradicije imaju složenu istoriju i obično su ugrađene u spoj sinkretičke rimokatoličke i judaičke tradicije. U mnogo čemu, preporođena jevrejska praksa odražavala je očuvanje tradicije autohtonih naroda koji su se praktično odvijali pod rimokatoličkim velom. Pored toga, katolicizam je bio sinkretičan, upijajući druge tradicije i stvarajući novu kreolsku religiju.
Tradicionalni festival Svete Esterike sačuvan je među Konverzosima koji su se doselili u Novi svet i danas se praktikuju među njihovim potomcima.

### Rani kolonijalni period - 16. vek
Neki sefardski Jevreji koji su proterani iz Španije otišli su u Portugal, ali je 1497. ta zemlja preobratila svu preostalu jevrejsku decu, čineći ih štićenicima države, osim ako se i roditelji nisu preobratili. Stoga su mnogi rani kripto-jevrejski migranti u Meksiku u ranim kolonijalnim danima bili tehnički prva ili druga generacija Portugalaca sa španskim korenima. Broj takvih portugalskih migranata bio je dovoljno značajan da su španski kolonisti počeli da koriste "portugalski" kao sinonim za "jevrejski" za svoje doseljenike. Imigracija u Meksiko ponudila je unosne mogućnosti za trgovinu u dobro naseljenoj koloniji sa nastalom španskom kulturom. Neki migranti su verovali da će ovaj region biti tolerantniji jer su zemlje pretežno bile naseljene nehrišćanskim autohtonim narodima i bile su daleko od metropola.
Kolonijalni zvaničnici su verovali da su mnogi kripto-Jevreji išli u Meksiko tokom 16. veka i žalili su se u pisanim dokumentima Španiji da će špansko društvo u Meksiku postati značajno jevrejsko. Zvaničnici su pronašli i osudili postojanje tajnih sinagoga u Meksiko Sitiju. U tom trenutku, kolonijalni administratori su ustanovili Zakon čiste krvi, koji je zabranio migraciju u Meksiko za nove hrišćane (Cristiano Nuevo), tj. za sve koji nisu mogli da dokažu da su stari hrišćani najmanje poslednje tri generacije. Pored toga, uprava je pokrenula Meksičku inkviziciju kako bi osigurala katoličku pravovernost svih koji su migrirali u Meksiko. Meksička inkvizicija je takođe bila raspoređena na tradicionalan način kako bi se osigurala pravovernost preobraćenih autohtonih naroda. Prve žrtve paljenja (ili autos de fé) Meksičke inkvizicije bile su starosedeoci koji su bili osuđeni za krivoverje ili kripto-Jevreji koji su osuđeni za povratak u veru svojih predaka.
Osim onih kojima je dozvoljeno da se nasele u pokrajini Novi Leon pod izuzećem od Zakona o čistoj krvi, broj Konverzosa koji se seli u Novi svet je smanjen.

### Novi Leon (od 1590-ih do početka 17. veka)
Kolonizacija Nove Španije odvijala se kao severna ekspanzija u sve oštrijoj klimi, u područjima koja su okupirala plemena ljuta zbog nadiranja naseljenika. Formirali su nedovoljno čvrste saveze autohtonih naroda kako bi se oduprli naseljenicima. Španija je finansirala ekspanziju eksploatacijom mineralnog bogatstva, porobljavanjem ili prisiljavanjem autohtonih naroda na rad u rudnicima. Uspostavila je enkomijende za uzgoj stoke, time istiskujući lokalno stanovništvo. Autohtoni narodi severoistočnog kvadranta Nove Španije (Nueva España) pokazali su se posebno otpornim na kolonijalne pritiske. Čičimeci, Apači i druga plemena su se opirali preobraćanju u hrišćanstvo i izbegavali su da budu pretvoreni u radnike ili robove na španskim rančevima i u rudnicima. Španci su verovali da su takvi narodi pretvorili pogranični deo (frontera) u region bez zakona.
Luis Karvahal i de la Kueva, kraljevski računovođa, bio je portugalski novi hrišćanin. Dobio je kraljevsku povelju od španske krune kako bi naselio Novi Leon, veliko parče zemlje na neprijateljskoj granici. Zbog opasnosti i poteškoća u ovom regionu, Karvahal i de la Kueva dobio je izuzeće od uobičajenog zahteva da dokaže da su svi novi doseljenici bili "stari hrišćani" (najmanje tri generacije), a ne nedavno preobraćeni Jevreji ili muslimani. Ovo izuzeće je omogućilo ljudima kojima je bilo zabranjen legalan ulazak u Novu Španiju negde drugde da odu u Novi Leon. Karvahalu je bilo dozvoljeno da dovede novu vojsku i 60 radnika u Novu Španiju; od kojih su mnogi bili zabeleženi kao kripto-Jevreji..
Sa Karvahalom kao upraviteljem, Monterej je osnovan kao centar (sada u državi Novi Leon). U roku od nekoliko godina, neki ljudi su javili vlastima u Meksiko Sitiju da se u severnoj provinciji vrše jevrejski obredi, a napori da se preobrate bezbožnički domorodački narodi bili su slabi. Čini se da je glavna ekonomska aktivnost Karvahala i njegovih saradnika bila hvatanje i prodaja Indijanaca u ropstvo. Upravitelj Karvahala, Gašpar Kastanu de Sosa, predvodio je veliku ekspediciju u Novi Meksiko 1591. godine u pokušaju da osnuje koloniju. Kastanu je uhapšen zbog ove neovlašćene ekspedicije i osuđen na izgnanstvo na Filipinima. Kazna je kasnije preokrenuta, ali on je već ubijen na Molučkim ostrvima kada su se kineski robovi na njegovom brodu pobunili.
Upravitelj Karvahal, članovi njegove uže porodice i drugi iz njegove pratnje pozvani su da se pojave pred inkvizicijom u Meksiko Sitiju. Uhapšeni su i zatvoreni. Upravitelj je nakon toga umro u zatvoru, pre nego što je osuđen na izgnanstvo. Njegova nećaka Ana Karvahal je bila mučena i iznela je optužbe na račun porodice. Svi su pogubljeni spaljivanjem na lomači zbog povratka u judaizam, osim jednog nećaka koji je izbegao hapšenje.
Upraviteljevi nećaci su promenili svoje prezime u Lumbroso. Jedan od njih je bio Džozef Lumbroso, takođe poznat kao Luis de Karvahal el Moso, za koga se kaže da se obrezao u pustinji da bi se prilagodio jevrejskom zakonu. On je izvršio samoubistvo kako bi izbegao spaljivanje na lomači. Njegovi memoari, pisma i zapisnik sa inkvizicije su sačuvani i čuvaju se u arhivi. Dva druga nećaka su takođe promenila svoje ime u Lumbroso i migrirali u Italiju, gde su postali poznati rabini.
Kada je Karvahal bio na vlasti, grad Monterej je postao odredište za druge kripto-Jevreje koji su hteli da pobegnu od Meksičke inkvizicije na jugu. Novi Leon i osnivanje Montereja su značajni jer su privukli kripto-jevrejske migrante iz svih delova Nove Španije. Oni su stvorili jednu od najranijih jevrejskih zajednica u Meksiku. (Jevrejske zajednice u modernom Meksiku, koje otvoreno praktikuju svoj judaizam, nisu bile uspostavljene sve do kraja 19. i početka 20. veka, nakon znatne imigracije aškenaskih Jevreja iz istočne Evrope, i Mizrahi Jevreja iz Turske i Sirije.)

### Bivše teritorije Nove Španije u Sjedinjenim Američkim državama, od 17-tog do 18-tog veka
Zbog Inkvizicije u Novom Leonu, mnogi potomci kripto-Jevreja su se migrirali na granične kolonije na zapadu, koristeći trgovinske rute kroz gradove (Sierra Madre Occidentala) i Chihuahua, Ermosiljo i Cananea, i severno od rute do Pasp del Norte i Santa Fe( oba grada su bila u kolonijalnoj Santa Fe de Nuevo Mexico). Neki su čak i otputovali do Alta Kalifornija na pacifičkoj obali.
U kasnom 20-tom vek, u modernom jugozapadu SAD, konkretno u Novi Meksiko, koji je bio bivša teritorija Nove Španije, nekoliko Latoinoamerikanaca iz Novog Meksika su otpočeli verovanje da su oni potomci kripto-Jevreja iz kolonijalnih vremena. Iako većina i dalje održava svoja katolička i hrišćanska verovanja, često predstavljaju kao dokaz sećanja na starije pretke koji su uprahnjavali jevrejske tradicije. Od 1990-tih, kripto-jevreji Novog Meksika su bili intenzivno istraživani i dokumentovani od strane nekoliko akademika, uključujući i Stenlija M. Hordsa, Dzeten Liebmen Jakobs, Schulamuth Halevy, i Seth D. Kunin, koji ih naziva Hispanos. Kunin je primetio da većina ove grupe u Novom Meksiku nije formalno prihvatilo judaizam niti se pridružilo jevrejskoj zajednici. Iako su neki bili skeptični, kao npr. folklorista Dzudit Neulander, koja je tvrdila da ljudi mohda pominju tradicije modernih migranata Aškenazi Jevreja i jevanđelskih protesntantskih hrišćana koji su namerno preuzeli jevrejske tradicije. U skorije vreme, Jevanđelski Protestantski hrišćani su osnovali misionarske grupe s ciljem da kultivišu jevanđelsku doktorinu u zajednicama na jugozapadu SAD-a gde je kripto-judaizam preživeo.

### Peru
U Peru, konverzosi su stigli za vreme Španskih pohoda. U početku, živeli su bez restrikcija jer Inkvizicija nije bila tada tu aktivna. Sa dolaskom Inkvizicije, Novi hrišćani su bili progonjeni, i u nekim slučajevima i pogubljeni. Potomci ovih kolonijalnih Jevreja koji su veru promenili u hrišćanstvo su se većinom naselili u severne delove Anda i visoke džungle Peru-a, gde su se oženili sa lokalnim ženama i prilagodili se.

### Kolumbija
U departmanu Antiokia u Kolumbiji, kao i većem Paisa regionu, neke porodice takođe čuvaju tradicije i priče jevrejskog porekla. Genetska analiza Y-DNA je pokazala da je poreklo muških osnivača pretežno iz južne Španije ali je moguće da deo dolazi iz severne Iberije i da neki možda imaju sefardsko poreklo. Medeljin ima tradiciju maranade, kada se svinja zakolje, iseče i jede na ulicama svih komšiluka svakog Božića. Ovaj običaj se interpretira kao godišnje odbijanje jevrejskog zakona.

### Bolivija
Sigurna destinacija Sefardi konverzosa tokom Španske kolonijalne ere je bila Santa Kruz de la Sijera. U 155-moj godini mnogi kripto-Jevreji su se pridružili Nuflo de Ćavez (Ňuflo de Chávez) i bili su deo pionira koji su osnovali ovaj grad. Tokom 16-tog veka još kripto-Jevreja koji su bili progonjeni od strane Inkvizicije i lokalnih vlasti u Potosi , La Pas i La Plata su se preseli u Santa Kruz, jer je bila najizolovanija urbana sredina i zato što Invizicija tamo nije proganjala konverzose. Neki su se naselili u Santa Kruz i u naspramne gradove, uključujući Valegrande, Postrervalje, Portezuelo, Terevinto, Pukara, Bolivija i Kotoka.
Neke od najstarijih katoličkih porodica u Santa Kruz-u su jevrejskog porekla; neke porodice i dalje prate određene jevrejske tradicije. Sve do 1920-tih, nekoliko porodica su čuvale svećnjak sa sedam grana i služile košer obroke. I dalje je običaj među određenim starim porodicama da se zapali sveća petkom u toku zalaska sunca i da se žali smrt bliskih rođaka tako što se sedi na podu. Nakon skoro pet vekova, neki od predaka ovih porodica priznaju jevrejsko poreklo, ali su i dalje katolici.

### Kostarika
Neki kripto-Jevreji su se naselili oko San Hose-a u Kostarici u 16-tom veku. Pretvarali su se da su katolici u javnosti i vršili svoje jevrejske rituale u privatnosti. U gradu Escazu, neke kripto-jevrejske se porodice nisu krile. Lokalni meštani su asocirali njegove rituale i nerazumne molitve na hebrejskom sa vračanjem. Od tada, Escazu je poznao u folkloru Kostarike kao "grad veštica".

### Drugde u Latinoamerici
Pored ovih zajednica, za rimokatoličke zajednice koje potiču od muških kripto-Jevreja kaže se da postoje i u Dominikanskoj Republici, Kubi, Jamajci, Portoriku i drugim zemljama Južne Amerike, kao što su Brazil, Argentina, Urugvaj, Venecuela, Čile, Peru i Ekvador. Iz ove zajednice dolazi izreka „katolik po veri, Jevrej u krvi”.

## Poznati kripto-Jevreji
- Antonil Fernandeh Karvahal (Antonio Fernandez Carvajal) je bio portugalski trgovac u Londonu: „Kao svaki drugi marrano Londonu, Karvahal se molio u katoličkoj kapeli španske ambasade, dok je istovremeno bio jedan od predvodnika tajne jevrejske zajednice koje su se sastajale u (Creechurch Lane)”.[37]
- Isak Kardoso (Isaac Cardoso) je bio jevrejski lekar, filozof, polemički pisak koji je rođen u Portugalu ali se odmah preselio u Italiju. Neko vreme se zvao Fernando da bi izbegao inkviziciju. Nakon pronalaska sigurnog mesta u Veroni, otvoreno je prihvatio Judaizam i postao učitelj u Italiji.

### Spekulative kripto-Jevreja
Učitelji mogu samo nagađati identitete nekih istorijskih kripto-Jevreja, zbog tajnog načina njihovih života. Postoje značajni primeri ljudi za koje učitelji tvrde da su kripto-Jevreji, ali ništa još uvek nije potvrđeno.

## Literatura
- Alexy, T (2003). The Marrano Legacy: A Contemporary Crypto-Jewish Priest Reveals Secrets of His Double Life. University of New Mexico Press. ISBN 978-0-8263-3055-0. OCLC 51059087.</ref><ref>* Benbassa, Esther; Rodrique, A (2000). Sephardi Jewry: A History of the Judeo-Spanish Community, 14th-20th Centuries (Jewish Communities in the Modern World). University of Californida Press. ISBN 978-0-520-21822-2. OCLC 154877054.
- Tobias, HJ (1992). A History of the Jews in New Mexico. University of New Mexico Press. ISBN 978-0-8263-1390-4. OCLC 36645510.
- Jacobs, J (2002). Hidden Heritage: The Legacy of the Crypto-Jews. University of California Press. ISBN 978-0-520-23517-5. OCLC 48920842.
- Acevedo-Field, Rafaela. "Denunciation of Faith and Family: Crypto-Jews and the Inquisition in Seventeenth-Century Mexico." PhD diss. University of California, Santa Barbara 2012.
- Alberro, Solange. Inquisición y sociedad en México, 1571–1700. Mexico City: Fondo de Cultura Económica 1993.
- Alberro, Solange. "Crypto-Jews and the Mexican Holy Office in the Seventeenth Century," in The Jews and the Expansion of Europe to the West, 1450–1800, eds. Paolo Bernardini and Norman Fiering. . New York: Berghahn Books. 2001. Недостаје или је празан параметар |title= (помоћ)
- Alexy, T (2003). The Marrano Legacy: A Contemporary Crypto-Jewish Priest Reveals Secrets of His Double Life. University of New Mexico Press. ISBN 978-0-8263-3055-0. OCLC 51059087.
- Arbell, Mordechai. The Jewish Nation of the Caribbean: The Spanish-Portuguese Jewish Settlements in the Caribbean and the Guianas. Jerusalem: Gefen Publishing House, 2002.
- Beinart, Haim. Conversos ante la inquisición. Jerusalem: Hebrew University 1965.
- Bocanegra, Matias de; Liebman, Seymour (1974). Jews and the Inquisition of Mexico: The Great Auto de Fe of 1649. Lawrence, Kansas: Coronado Press..
- Bodian, Miriam (2007). Dying the Law of Moses: Crypto-Jewish Martyrdom in the Iberian World. Bloomington: Indiana University Press. ISBN 978-0-253-34861-6..
- Böhm, Günter. "Crypto-Jews and New Christians in Colonial Peru and Chile." In The Jews and the Expansion of Europe to the West, 1450–1800, edited by Paolo Bernardini and Norman Fiering, 203–212. . New York: Berghahn Books. 2001. Недостаје или је празан параметар |title= (помоћ).
- Cohen, Martin A. (1966). „The Letters and Last Will and Testament of Luis de Carvajal, the Younger”. American Jewish Historical Quarterly. 55 (4): 451—520. JSTOR 23873285..
- Cohen, Martin A. (1966). „The Autobiography of Luis de Carvajal, the Younger”. American Jewish Historical Quarterly. 55 (3): 277—318. JSTOR 23875621..
- Cohen, Martin A. The Martyr Luis de Carvajal: A Secret Jew in Sixteenth-century Mexico. Albuquerque: University of New Mexico Press
- Cohen, Martin A. (1970). „Antonio Díaz de Cáceres: Marrano Adventurer in Colonial Mexico”. American Jewish Historical Quarterly. 60 (2): 169—184. JSTOR 23877946..
- Cohen, Martin A. (1972). „Some Misconceptions About the Crypto-Jews in Colonial Mexico”. American Jewish Historical Quarterly. 61 (4): 277—293. JSTOR 23880521. Непознати параметар |DUPLICATE_issue= игнорисан (помоћ).
- Chuchiak, John F. IV (2012). The Inquisition in New Spain, 1536–1820: A Documentary History. Baltimore: Johns Hopkins University Press..
- Cohen, Martin A. (1970). „Antonio Díaz de Cáceres: Marrano Adventurer in Colonial Mexico”. American Jewish Historical Quarterly. 60 (2): 169—184. JSTOR 23877946..
- Corteguera, Luis R. (2012). Death by Effigy: A Case from the Mexican Inquisition. Philadelphia: University of Pennsylvania Press. ISBN 978-0-8122-4439-7..
- Giles, Mary E. (1999). Women in the Inquisition: Spain and the New World. Baltimore: Johns Hopkins University Press..
- Gitlitz, David. Secrecy and Deceit: The Religion of the Crypto-Jews, Albuquerque, NM. . University of New Mexico Press. 2002. Недостаје или је празан параметар |title= (помоћ)
- Gojman Goldberg, Alicia. Los conversos en la Nueva España. Mexico City: Enep-Acatlan, UNAM 1984.
- Gojman de Backal, Alicia. "Conversos" in Encyclopedia of Mexico, vol. 1, pp. 340–344. Chicago: Fitzroy Dearborn 1997.
- Greenleaf, Richard E. (1969). The Mexican Inquisition in the Sixteenth Century. Albuquerque: University of New Mexico Press. ISBN 9780826301307..
- Hordes, Stanley M. (1982). „The Inquisition as Economic and Political Agent: The Campaign of the Mexican Holy Office against the Crypto-Jews in the Mid-Seventeenth Century”. The Americas. 39 (1): 23—38. JSTOR 981268. S2CID 147295830. doi:10.2307/981268..
- Hordes, Stanley (2005). To the End of the Earth: A History of the Crypto-Jews of New Mexico. New York: Columbia University Press..
- Israel, Jonathan I. Diasporas within a Diaspora: Jews, Crypto-Jews and the World Empires (1540–1740). Leiden: Brill, 2002.
- Jacobs, J (2002). Hidden Heritage: The Legacy of the Crypto-Jews. University of California Press. ISBN 978-0-520-23517-5. OCLC 48920842.
- Kagan Richard L., and Abigail Dyer, ур. (2011). Inquisitorial Inquiries: Brief Lives of Secret Jews and Other Heretics (2nd изд.). Baltimore: The Johns Hopkins University Press. Непознати параметар |orig-date= игнорисан (помоћ).
- Kagan, Richard L., and Philip D. Morgan, "Preface." In Atlantic Diasporas: Jews, Conversos, and Crypto-Jews in the Age of Mercantilism, 1500–1800, edited by Richard L. Kagan and Philip D. Morgan, vii–xvii. . Baltimore: The Johns Hopkins University Press. 2009. Недостаје или је празан параметар |title= (помоћ).
- Kamen, Henry (1997). The Spanish Inquisition: A Historical Revision. New Haven: Yale University Press..
- Kamen, Henry. The Spanish Inquisition. London: Weidenfeld and Nicolson 1965.
- Lafaye, Jacques. Cruzadas y Utopias: El judeocristianismo en las sociedades Ibéricas. Mexico City: Fondo de Cultura Económica 1984.
- Lanning, John Tate. "Legitimacy and Limpieza de Sangre in the Practice of Medicine in the Spanish Empire." Jahrbuch für Geschicte 4 (1967)
- Lea, Henry Charles. The Inquisition in the Spanish Dependencies: Sicily, Naples, Sardinia, Milan, the Canaries, Mexico, Peru, and New Granada. New York: Macmillan 1908.
- Lewin, Boleslao. Los criptojudíos: Un fenómeno religioso y social. Buenos Aires: Milá, 1987.
- Liebman, Seymour (1970). The Jews in New Spain: Faith, Flame, and the Inquisition. Coral Gables, FL: University of Miami Press. ISBN 9780870241291..
- Liebman, Seymour B. (1963). „The Jews of Colonial Mexico”. The Hispanic American Historical Review. 43 (1): 95—108. JSTOR 2510438. doi:10.2307/2510438..
- Liebman, Seymour. Los Judíos en México y en América Central. Mexico city: Siglo XXI 1971.
- Martínez, Maria Elena. "Limpieza de Sangre" in Encyclopedia of Mexico, vol. 1, pp. 749–752. chicago: Fitzroy Dearborn 1997.
- Martínez, Maria Elena. "Interrogating Blood Line: 'Purity of Blood,' the Inquisition, and Casta Categories" in Religion in New Spain, Susan Schroeder and Stafford Poole, eds. . Albuquerque: University of New Mexico Press. 2007. Недостаје или је празан параметар |title= (помоћ).
- Martínez, Maria Elena. (2008). Genealogical Fictions: Limpieza de sangre, religion, and gender in colonial Mexico. Stanford, Calif: Stanford University Press. ISBN 978-0-8047-5648-8..
- Medina, José Toribio, Historia del Tribunal del Santo Oficio de la Inquisicion de Cartagena de las Indias. Santiago: Imprenta Elzeviriana, 1899.
- Medina, José Toribio. Historia del tribunal del Santo Oficio de la Inquisición en México. 2nd edition. Mexico City 1954.
- Parello, Vincent. "Inquisition and Crypto-Judaism: The 'Complicity' of the Mora Family of Quintanar de la Orden (1588–1592)." In The Conversos and Moriscos in Late Medieval Spain and Beyond, Volume One: Departures and Change, edited by Kevin Ingram, 187–199. Leiden: Brill, 2009.
- Perelis, Ronnie. Шаблон:"'These Indians Are Jews!': Lost Tribes, Crypto-Jews, and Jewish Self-Fashioning in Antonio de Montezinos's Relación of 1644." In Atlantic Diasporas: Jews, Conversos, and Crypto-Jews in the Age of Mercantilism, edited by Richard L. Kagan and Philip D. Morgan, 195–211. . Baltimore: The Johns Hopkins University Press. 2009. Недостаје или је празан параметар |title= (помоћ).
- Schaposchnik, Ana E. (2015). The Lima Inquisition: The Plight of the Crypto-Jews in Seventeenth- Century Peru. Madison: University of Wisconsin Press..
- Schorsch, Jonathan. Swimming the Christian Atlantic: Judeoconversos, Afroiberians, and Amerindians in the Seventeenth Century, 2 vols. Leiden: Brill, 2009.
- Seed, Patricia (1988). To Love, Honor, and Obey in Colonial Mexico: Conflicts over Marriage Choices, 1574–1821. Stanford: Stanford University Press. ISBN 978-0-8047-1457-0..
- Sicroff, Albert A. Los estatutos de limpieza de sangre. Translated by Mauro Armiño. Madrid: Tauros 1985.
- Studnicki-Gizbert, Daviken (2007). A Nation upon the Ocean Sea: Portugal's Atlantic Diaspora and the Crisis of the Spanish Empire, 1492–1640. Oxford: Oxford University Press..
- Tobias, HJ (1992). A History of the Jews in New Mexico. University of New Mexico Press. ISBN 978-0-8263-1390-4. OCLC 36645510.
- Ushmany, Eva Alexandra. La vida entre el judismo y el cristianismo en la Nueva España, 1580–1606. Mexico: Fondo de Cultura Económico 1992.
- Ushmany, Eva Alexandra. "The Participation of New Christians and Crypto-Jews in the Conquest, Colonization, and Trade of Spanish America, 1521–1660," in The Jews and the Expansion of Europe to the West, 1450–1800, Paolo Bernardini and Norman Fiering, eds. . New York: Berghahn Books. 1991. Недостаје или је празан параметар |title= (помоћ).
- Uchmany, Eva Alexandra. La vida entre el judaísmo y el cristianísmo en la Nueva España, 1580–1606. Mexico City: Fondo de Cultura Económica, 1992.
- Warshawsky, Matthew D. (2008). „Inquisitorial Prosecution of Tomás Treviño de Sobremonte, a Crypto-Jew in Colonial Mexico”. Colonial Latin American Review. 17: 101—123. S2CID 162293133. doi:10.1080/10609160802025516..
- Wiznitzer, Arnold (1962). „Crypto-Jews in Mexico during the Sixteenth Century”. American Jewish Historical Quarterly. 51 (3): 168—214. JSTOR 23873766..

## Spoljašne veze
- Resources > Medieval Jewish History > Expulsion from Spain and The Anusim The Jewish History Resource Center, Project of the Dinur Center for Research in Jewish History, The Hebrew University of Jerusalem
- Donagraciaproject.org
- „The Story of Secret and Forcibly Converted Jews”. Архивирано из оригинала 20. 07. 2014. г. Приступљено 19. 05. 2019.
- Luis Carvajal's 400th Yartzheit
- Society for Crypto Judaic Studies
- History of the Jews in Greece
- Crypto Jews/Anusim Resources
- Shavei Israel – a group that helps our lost brethren return
- Beth HaDerech – Returning to Judaism
- Chavura Zohar Yisrael-Crypto Jewish Outreach
- Crypto Jewish Education
- (PDF) https://web.archive.org/web/20070611180455/http://www.estudosjudaicos.ubi.pt/rsanches_obras/cristaosnovos_cristaosvelhos.pdf. Архивирано из оригинала (PDF) 11. 06. 2007. г. Приступљено 19. 05. 2019. Текст „New Christians and Old Christians in Portugal” игнорисан (помоћ); Недостаје или је празан параметар |title= (помоћ), written by António Nunes Ribeiro Sanches, in 1748, in Portuguese
- A history of the Marranos, by Cecil Roth
- Dramatic episodes of the Portuguese Inquisition, volume 1, by Antonio Baião, in Portuguese
- Dramatic episodes of the Portuguese Inquisition, volume 2, by Antonio Baião, in Portuguese
- Trial of Gabriel de Granada by the Inquisition in Mexico, 1642–1645, according to Cecil Roth, 'it gives a remarkably graphic impression of a typical Inquisitional case'
- Who Are the Crypto-Jews? by Dr. Henry Abramson